# 吉備品治国造
吉備品治国造（きびのほむちのくにのみやつこ、きびのほむちこくぞう）は、品治国を支配した国造。

## 概要

### 祖先
- 『先代旧事本紀』「国造本紀」によれば、成務朝に若角城命の三世孫・大船足尼を国造に定めたとされる。

### 氏族
吉備品遅部氏（きびのほむちべうじ、姓は君）。

## 本拠

### 支配領域
国造の支配領域は当時品治国と呼ばれた地域、後の律令国の備後国品治郡、現在の広島県福山市の一部に相当する。